# Chrysso huanuco
Chrysso huanuco är en spindelart som beskrevs av Claude Lévi 1957. Chrysso huanuco ingår i släktet Chrysso och familjen klotspindlar.
Artens utbredningsområde är Peru. Inga underarter finns listade i Catalogue of Life.